# Великий примарний порятунок
«Великий примарний порятунок» — фільм 2011 року.

## Зміст
Привид Гамфрі і його родина були вигнані зі свого будинку. У пошуках нового житла вони виявляють, що не самотні. Привиди з усього світу вигнані зі своїх будинків, темних замків, древніх будівель, а на їхніх місцях з'являються торгові центри. Гамфрі намагається знайти шлях до порятунку.